# Деньги ГУЛАГа
Лагерные боны — расчётные квитанции лагерей особого назначения Объединённого государственного политического управления (ОГПУ) при Совнаркоме СССР. Квитанции были напечатаны на бумаге с водяными знаками, без индивидуальных номеров. Первый выпуск (с указанием года — 1929) состоял из бон номиналами в 2, 5, 20, 50 копеек и 1, 3, 5 рублей за подписью члена коллегии ОГПУ СССР Г. Бокия (занимал пост члена Коллегии ОГПУ с сентября 1923 г. по июль 1934 г.); второй выпуск, из тех же номиналов (также датированных 1929 г.) за подписью начальника УЛАГ ОГПУ Л. Когана (занимал этот пост с 1930 по 1932 г.) и третий выпуск 1932 г., в котором к перечисленным номиналам была добавлена квитанция в 10 рублей, за подписью начальника УЛАГ ОГПУ М. Бермана.

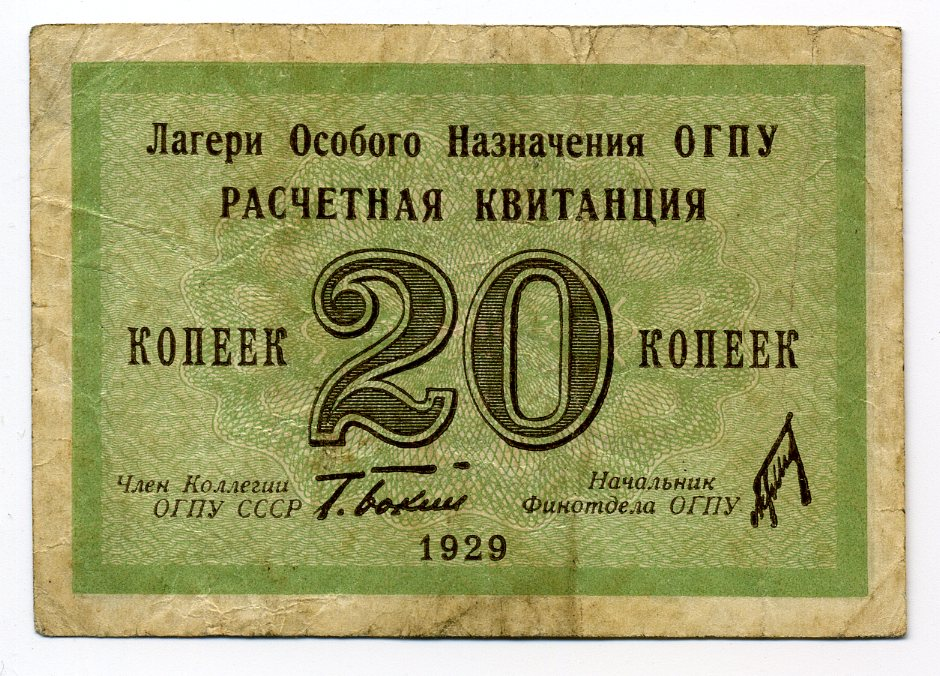
Расчетная квитанция для лагерей особого назначения ОПГУ номиналом 20 копеек.

На лицевой стороне сверху помещалась надпись: «Лагери Особого Назначения ОГПУ / Расчётная квитанция». Далее следовало указание номинала. Ниже были помещены факсимильные подписи члена коллегии ОГПУ СССР Глеба Бокия и начальника финотдела ОГПУ Лазаря Берензона.
Также расчётные квитанции ОГПУ представлены в каталоге Л. З. Каца и В. П. Малышева. Исследователь Д. Харитонов утверждает, что «вероятно в каталоге Кардакова впервые появилась ошибка о выпуске 2 и 5 копеек с подписями Коган и Берман. В дальнейшем эта ошибка автоматически переписывалась из каталога в каталог и присутствует по-видимому всюду. В действительности эти номиналы известны только с подписью Бокий».
В собрании АО «Гознак» сохранились эскизы денежных знаков, на основе которых были выпущены расчётные квитанции ОГПУ. Их автором является художник В. В. Завьялов, чья подпись стоит под изображениями денежных знаков номиналами в 5 и 3 рубля, 50, 20, 5 и 2 копейки. Указано и время создания эскизов — июль 1929 г.
Интересно, что на эскизах денежных знаков номиналом в 5, 3 рубля и 50 копеек представлены проекты казначейских билетов с изображением герба СССР. Впоследствии название «казначейский билет» было заменено на «расчётную квитанцию ОГПУ», а изображение герба было снято. Трудно сказать, следствие ли это того, что В. В. Завьялов не знал о том, что разрабатывает дизайн денежных знаков для лагерей особого назначения ОГПУ или на этапе создания эскизов название бон ещё не было окончательно определено. В 1932 году были выпущены номиналы 100, 500 руб.

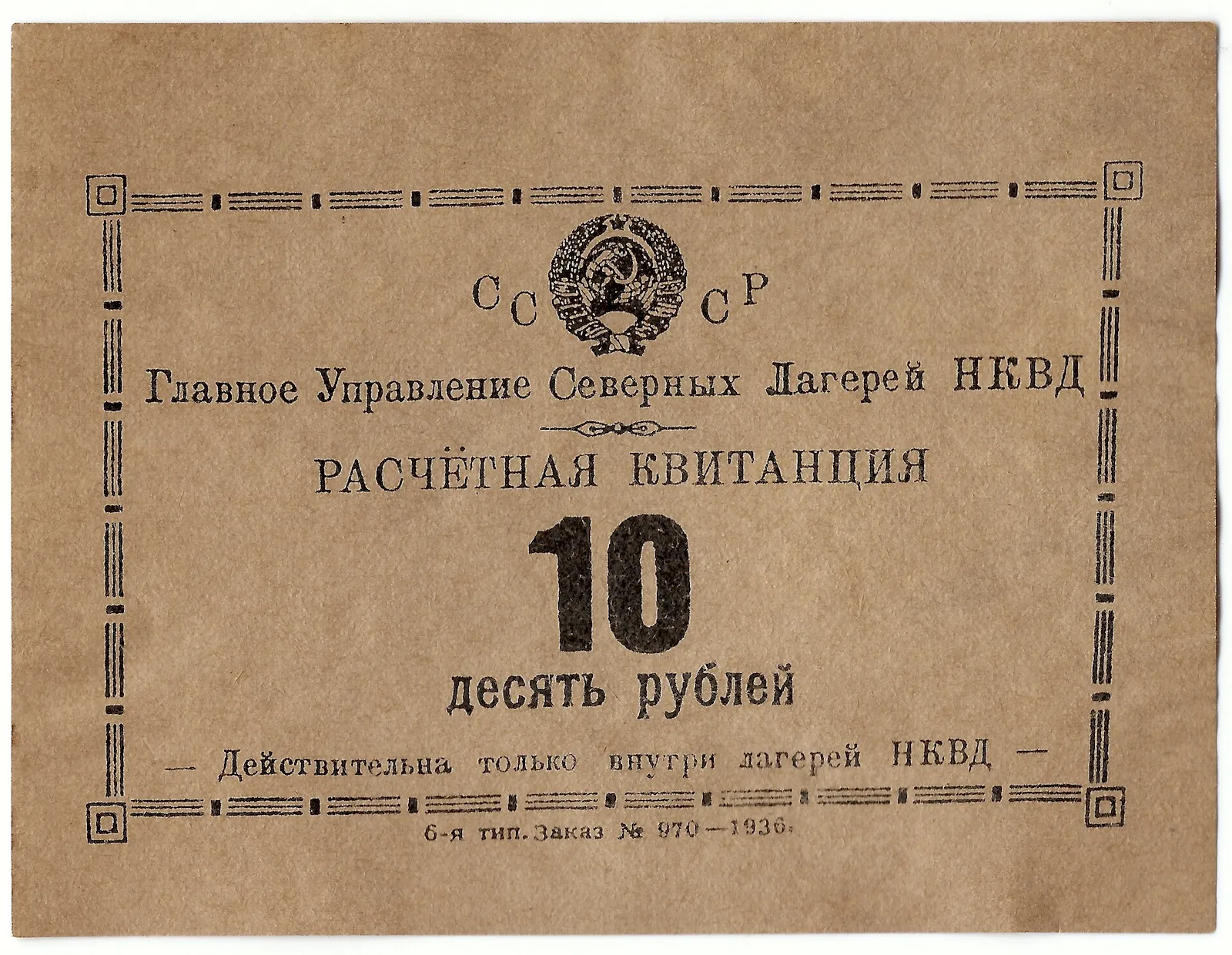
Расчётная квитанция для Северных Лагерей НКВД номиналом 10 рублей.

Расчётные квитанции (боны) номиналом 1, 3, 5 и 10 рублей выпущены Главным Управлением Северных Лагерей НКВД только в 1936 году. Появились в обращении среди коллекционеров в конце 80-х годов, после рассекречивания значительной части архивов НКВД в период Перестройки. Подобными платёжными средствами лагерное руководство выдавало зарплаты и премии заключённым за перевыполнение плана. Об употреблении говорит оттиск печати, являвшийся необходимым условием для приёма суррогатов в лагерном ларьке.
Сам факт существования внутренней «валюты» ГУЛАГа до конца 80-х годов не был широко известен. С одной стороны, это было вызвано закрытостью самой системы, а также тем, что расчётные квитанции имели хождение только на территории определённого лагеря. Согласно циркуляру ГУМЗАКа (Главного управления мест заключения) от 25 ноября 1926 года, зарплата арестантов должна была составлять 25% от ставки рабочего соответствующей квалификации в госпромышленности. в Соловецком лагере особого назначения (СЛОН)  каждый арестант имел право ежемесячно получать из дома до 50 рублей — для лагеря это были огромные деньги. Однако на территории зоны пользоваться настоящими государственными купюрами было категорически запрещено. За укрытие советских денег заключенному полагался расстрел (сотруднику лагеря – длительный срок). Впрочем, к этой мере подходили избирательно. Достоверно известно, что на Соловецких островах уголовники из числа «блатных»  играли в карты на привычные им «хрусты», в то время как политических узников за такую дерзость ждала пуля. Поэтому денег от родственников арестантам на руки не выдавали, а сразу зачисляли на лицевой счет. К домашней сумме ежемесячно приплюсовывались премиальные квитанции на 3-5 рублей за перевыполнение нормы. Однако заключенным далеко не всегда удавалось воспользоваться суммами, которые перечисляли им родные. Так, писатель Михаил Розанов в своей книге «Соловецкий концлагерь в монастыре» писал следующее: 
«С лицевого счета, на который записываются отобранные или присланные родственниками деньги, можно взять или, точнее говоря, могли дать квитанцию и на рубль, и на десять, и на пятьдесят рублей. Или вообще отказать в выдаче. Это зависело от года, от настроения того или иного начальника, от положения заключенного и от суммы на его счету, а прежде всего и больше всего — от блата».
Расчетные квитанции представляли собой книжечку с отрывными чеками, которую выдавал финансовый отдел ОГПУ. Этими чеками заключенный мог расплатиться в ларьке или Розмаге — «розничном магазине», который находился на первом этаже управления лагеря (располагался в здании бывшей монастырской гостиницы в Соловецком порту). На квитанциях помещался примерный текст: «Лагерь Особого назначения ГПУ — квитанция на сумму до N рублей — выдана заключенному NN на сумму N рублей N копеек». После каждой покупки на чеке ставили пометку о том, на какую сумму приобретались товары и сколько денег осталось на лицевом счету владельца. Работники Розмага выписывали квитанции в двух экземплярах: одну оставляли у себя, а вторую отправляли в контору, которая вела учет средств заключенных. Это делало бессмысленной и невозможной подделку квитанций. История сохранила прейскурант на некоторые товары из лагерных ларьков: 1 кг рыбы (сельдь) стоил 1 рубль 30 копеек, колбасы — 2 р. 50 к., сахара — 63 к., одеколон — 5 р. 25 к., английская булавка — 30 к. Правда, чтобы заработать на английскую булавку, заключенному требовалось перевыполнить дневной план как минимум на 200%. Кроме того, «гулаговские стахановцы» получали право обслуживаться в Розмаге без очереди.

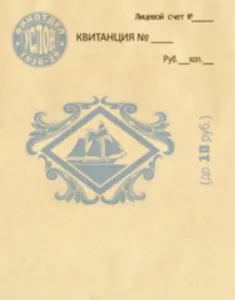
Первые расчётные квитанции на Соловках.

С другой стороны, сам по себе выпуск «лагерной валюты» носил полулегальный характер и нередко осуществлялся по инициативе начальника зоны без какого-либо строгого контроля со стороны руководства НКВД. Со временем лагерные боны стали частью теневой экономики ГУЛАГа, что послужило поводом для проведения в 1936 году громкого расследования, стало главной причиной ареста и последующего расстрела главы НКВД Генриха Ягоды. Возможно, именно этим объясняется хорошая сохранность представленных в коллекции расчётных квитанций: выпущенные в 1936 году, они так и не были запущены в обращение и, скорее всего, на многие десятилетия осели в местных архивах НКВД. Окончательно выпуск был запрещен 25 февраля 1933 года выходом постановления Наркомфина СССР «О недопущении выпуска в обращение денежных суррогатов».
В мемуарах и художественной литературе встречаются упоминания о лагерных деньгах и содержатся сведения о том, как рассмотренные выше расчётные квитанции использовались в лагерной жизни.
Вот как описывает В. Т. Шаламов, отбывший срок в Вишерском исправительно-трудовом лагере в Пермской области с 1929 по 1931 гг., в своём произведении «Вишера-антироман» денежные отношения в лагере в этот период:
«За работу не платили никаких денег. Но ежемесячно составляли списки на „премию“ — по усмотрению начальников, и по этим спискам давали два, три, редко пять рублей в месяц. Эти два рубля выдавались лагерными бонами — деньгами вроде „керенок“ по размеру, с подписью тогдашнего деятеля лагерей Глеба Бокия. Эти лагерные боны стоили гораздо выше, чем вольные деньги. В лагере был магазин, где можно было купить всё что угодно… Была в лагере и столовая — ресторанного типа, только для заключённых, где принимались деньги-боны. И где, например, порция антрекота стоила пятнадцать копеек. Так что двухрублёвая премия ежемесячная кое-что значила». Здесь Шаламов описывает расчётные квитанции ОГПУ первого выпуска, называя их «лагерными бонами», в описанном отрывке они выступают даже не в качестве оплаты труда, а только в качестве поощрения, «премии по усмотрению начальников».
Интересно, что В. Т. Шаламов в своём произведении пишет о том, что именно в конце 1929 г. в лагерях началась «перековка», которая заключалась в ужесточении лагерного режима и уменьшении норм питания заключённых:
«Перековка открыла, что… достаточно ударить по животу и угрозой голода заставить арестанта работать, перевыполнять план. Довольно сентиментальностей. <…> Маленькие сроки перестали давать — сыпались пятёрки и десятки, которые надо было разменивать по „зачётам рабочих дней“».
С 1929 г. государство занялось реформированием тюремно-исправительной и лагерной систем, которое было направлено на извлечение максимального дохода от использования труда заключённых. В рамках этого процесса было принято решение о введении в обращение на территориях лагерей специальных расчётных квитанций, которые призваны были упростить расчёты с заключёнными.
Постановление Политбюро ЦК ВКП(б) «Об использовании труда уголовных арестантов» от 13 мая 1929 г., подписанное лично И. В. Сталиным, предписывало «перейти на систему массового использования за плату труда уголовных арестантов, имеющих приговор не менее трёх лет».
Известно, что до введения гознаковских расчётных квитанций в лагерях существовали расчётные квитанции другого типа. На них от руки писали имя, фамилию заключённого и сумму.
«После каждой покупки на расчётной квитанции ставилась пометка, на какую сумму было взято товаров и сколько у заключённого осталось их на квитанции». После того, как заключённый совершил покупку, работник лагерного магазина выписывал два счёта: один оставляли в магазине, а второй отправляли в расчётную контору, которая вела учёт денег у заключённых. В. Т. Шаламов пишет: «Тем, кто имел деньги из дома, начальник разрешал выдачу — или квитанцией, или бонами. Бонами стали рассчитываться с конца 1929 года, во время перековки. „Касса № 2“ — так назывался по-бухгалтерски расчёт этими бонами. А квитанционный, тюремный, расчёт был отменён».
Помимо премиальной, в лагерях действовала и своя система штрафов. Об этом, в частности, пишет исследователь ГУЛага Михаил Розанов в своей книге «Завоеватели белых пятен»: «Если в течение месяца у заключенного оказывалось больше трех дней с выработкой ниже 100%, автоматически вычеркивалась премия за весь месяц. Среди лагерных мер наказания практиковалось наложение денежных штрафов бухгалтерией, а также лишение премиального вознаграждения и ларьковых продуктов за различные нарушения, в основном за мелкий материальный ущерб. Вот, к примеру, характерная формулировка: «За прожженные у костра валенки… лишить премвознаграждения за январь и февраль месяцы». Позже расчетные квитанции стали выполнять и функции поощрения — то есть выдаваться заключенному вне зависимости от состояния его собственного личного счета, в награду за перевыполнение норм производства. «Деньги в административных документах изначально и вплоть до конца 1940-х годов обозначались терминами «денежное поощрение» или «денежное премиальное вознаграждение». Понятие «зарплата» тоже иногда употреблялось, но официально такое название было введено только в 1950 году», — пишут исследователи Л. Бородкин и С. Эртц в книге «Структура и стимулирование принудительного труда в ГУЛаге». (Благодарим за ссылку на Маленькие истории)